# Heslach
Heslach (von 1889 bis 1935 Karlsvorstadt Heslach) ist ein Stadtteil im Stuttgarter Stadtbezirk Süd.

## Lage
Heslach befindet sich im Nesenbachtal rund 2,5 km südwestlich vom Stuttgarter Stadtkern. Geographisch liegt es südlich des Hasenbergs und nördlich der Filderebene. Politisch grenzt es im Westen an den Stadtteil Südheim, im Süden an Haigst (Stadtbezirk Degerloch), im Osten an Weinsteige, Lehen und Karlshöhe und im Norden an Rotebühl und Hasenberg (jeweils Stadtbezirk West).

## Geschichte

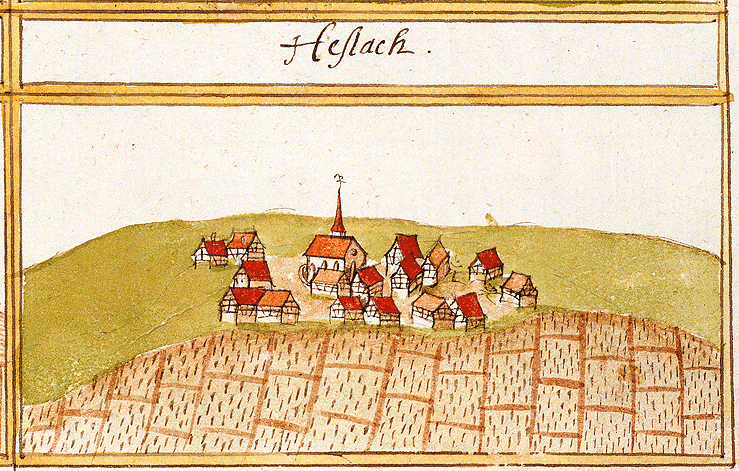
Heslach 1682

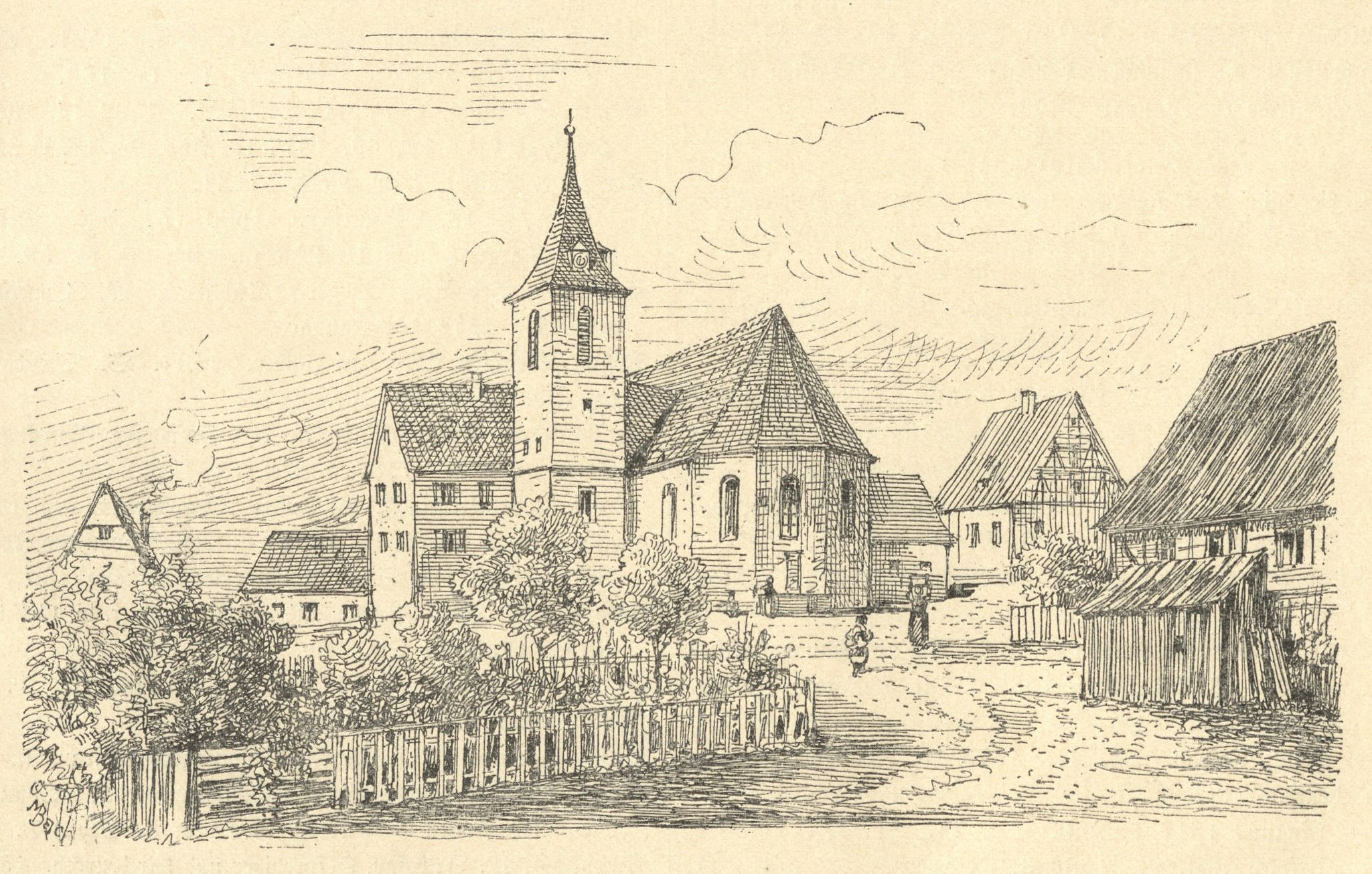
Alte Heslacher Kirche (1580–1882)

Im Codex Hirsaugiensis wird die Ortschaft Burchhalden (Burghalden) ersterwähnt. Dort steht geschrieben, dass der Gegenkönig Rudolf von Rheinfelden elf Höfe 1077 an das Kloster Hirsau schenkte. Da sich in Heslach 1458/59 elf Hirsauer Höfe befanden, identifizieren Forschende die Ortschaft Burchhalden als Alt-Heslach. Die zugehörige Burg Heslach soll bereits vor 1312 eingegangen sein.
„Heslach“ wurde 1334 im Esslinger Urbar als Haslach erstmals erwähnt, 1350 als Haselach, 1393 als Häslach. Der Name entwickelte sich aus dem Namen des heute verdolten Haselbachs.
Im Jahr 1497 ist die Wallfahrtskapelle „Zu unserer lieben Frau“ bezeugt, wahrscheinlich am Bihlplatz gelegen.
Einer Sage nach wurde der württembergische Herzog Ulrich von Württemberg auf der Flucht aus Stuttgart anno 1518 von den Heslachern verraten. Als er zurückkehrte, mussten die Heslacher zur Strafe sonntags zum Kirchgang blaue Strümpfe tragen – daher ihr Ortsneckname Blaustrümpfler.
Herzog Ulrich von Württemberg ließ die Kapelle 1542 abreißen, die Steine wurden zum Teil im Neuen Bau in Stuttgart wiederverwendet. 1554–1580 wurde eine reformierte evangelische Kirche errichtet, sie bildete am heutigen Bihlplatz die historische Ortsmitte Heslachs und wurde 1882 abgerissen.
Bis in die Mitte des 19. Jahrhunderts lebten die Heslacher überwiegend vom Weinbau. Noch zur Jahrhundertwende bestand der Südhang des Hasenberges aus drei großen Weinberglagen, die heute nur noch in Straßennamen fortleben: Afternhalde, Wanne und Gebelsberg. Ab der Gründerzeit füllte sich der Talkessel mit Mietshäusern.
Um 1860 wurde Heslach eingemeindet. Aus Anlass des 25-jährigen Kronjubiläums von König Karl I. von Württemberg trug Heslach ab 1889 den Namen Karlsvorstadt. Die Bezeichnung Karlsvorstadt Heslach wurde 1935 im amtlichen Verkehr durch die Bezeichnung Stadtteil Heslach ersetzt.

## Bauwerke
- Hallenbad Heslach
- Friedhof Heslach
- Kreuzkirche
- Matthäuskirche
- Stuttgarter Hofbräu
- Marienhospital Stuttgart
- Schickhardt-Gymnasium Stuttgart
- Altes Feuerwehrhaus
- Bihlplatz
- Erwin-Schoettle-Platz

Die Heslacher Wasserfälle gehören zum Vaihinger Stadtteil Dachswald.

## Verkehr
- Die U1 und die U14 der Stadtbahn Stuttgart durchqueren Heslach oberirdisch, entlang der Böblinger Straße. Die Haltestellen Bihlplatz und Erwin-Schoettle-Platz gehören zum Stadtteil Heslach, während die Haltestelle Heslach Vogelrain sowie der Betriebshof Heslach zum Stadtteil Südheim gehören.
- Der 2,3 km lange Heslacher Tunnel verbindet als Teil der Bundesstraße 14 den Marienplatz mit Südheim und durchquert Heslach auf rund 200 Metern an der Ausfahrt Karl-Kloß-Straße.
- Am nordöstlichen Rand Heslachs liegt der 125 Meter lange Schwabtunnel. Er wurde in den Jahren 1894 bis 1896 unter dem Stadtbaurat Carl Kölle erbaut und verbindet die Stuttgarter Stadtbezirke Süd und West. Der 10,50 Meter breite und 8,50 Meter hohe Straßentunnel unterquert hierbei sowohl die Wannenstraße als auch die Hasenbergsteige (seinerzeit die Hauptverkehrsachse in Richtung Birkenkopf), an dessen höchster Stelle bis zu seiner Sprengung im Kriegsjahr 1943 der Hasenbergturm als höchste Erhebung im Stuttgarter Süden stand, und stellt die Verbindung zwischen der Schwabstraße im Stuttgarter Westen mit der Schickhardtstraße im Süden her.

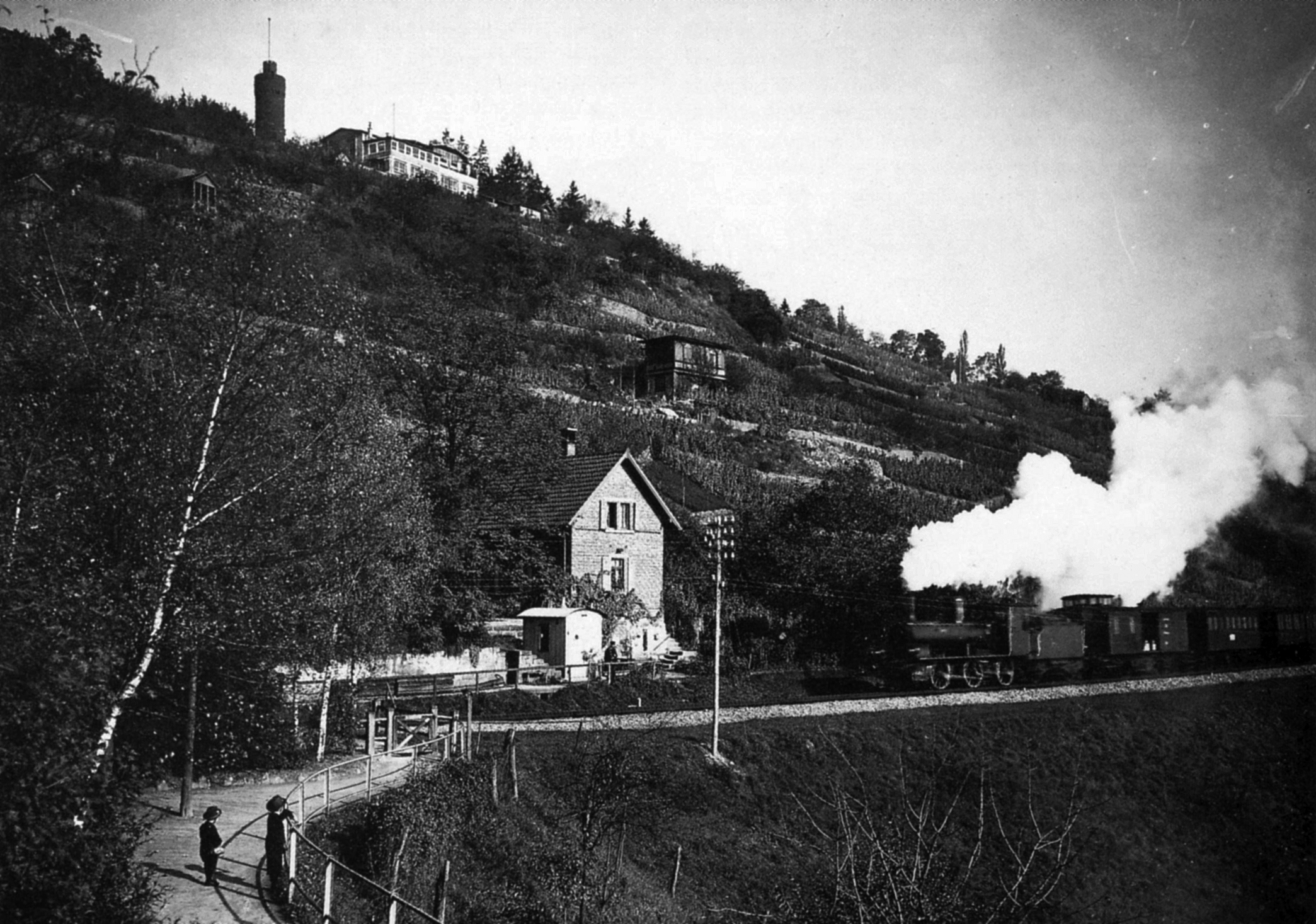
Haltepunkt Stuttgart-Heslach vor 1900

- Am 1. September 1879 erhielt Heslach durch den Haltepunkt Stuttgart-Heslach am Kilometer 9,4 der Gäubahn einen Anschluss ans Eisenbahnnetz. Die Station am Rande Heslachs, weit oberhalb der eigentlichen Siedlung, wurde am 29. Mai 1960 wieder aufgelassen; eine kurze Blüte erlebte sie in den Jahrzehnten vor und nach dem Krieg durch die aus Böblingen und der Umgebung nach Heslach pendelnden Arbeiter, die bei dem Zeiss-Ikon Contessa-Werk in der Dornhalde Arbeit gefunden hatten; damals gab es eine Pferdekutschen-Verbindung für die Arbeiter und Angestellten des Contessa-Werkes in der Dornhaldenstraße hinauf zum Haltepunkt Heslach, vom Unternehmen Zeiss-Ikon eingerichtet. Zeiss-Ikon hatte das Contessa-Werk in der Dornhaldenstraße nach dem Krieg nochmals deutlich erweitert und an dem einzigen nach dem Krieg unzerstörten Kamera-Produktionsstandort von Zeiss-Ikon in Heslach die brachliegende Kamera-Produktion ab 1948 wieder aufgenommen. Die nahe einfache Wohnsiedlung „Eiernest“ wurde von 1926 an durch die Stadt Stuttgart im Zuge der Notstandsarbeiten für städtische Arbeiter und Angestellte errichtet.

## Galerie

Das Symbol der „Blaustrümpfler“, den Einwohnern von Stuttgart-Heslach
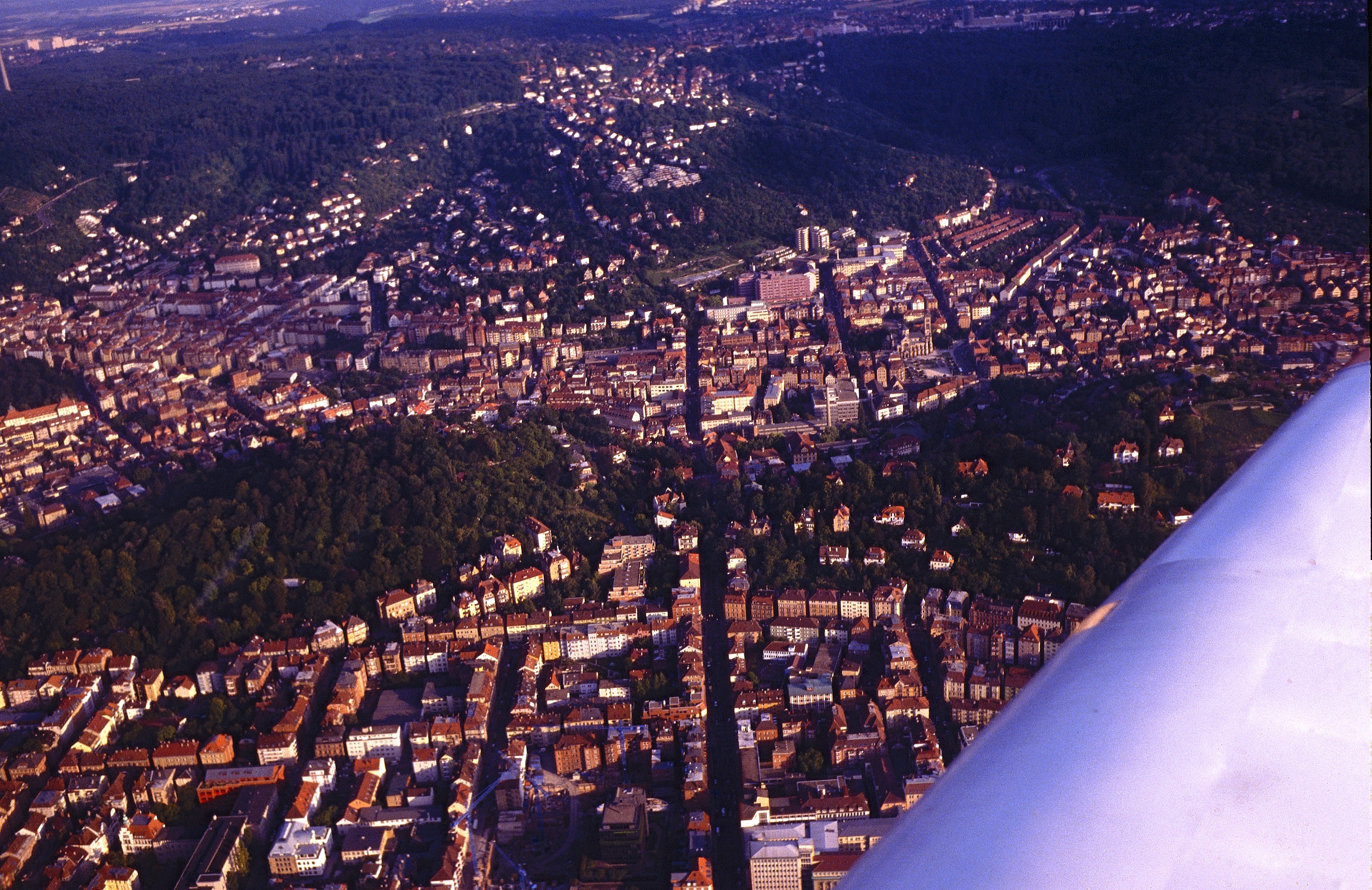
Heslach, 1993 (oben rechts)
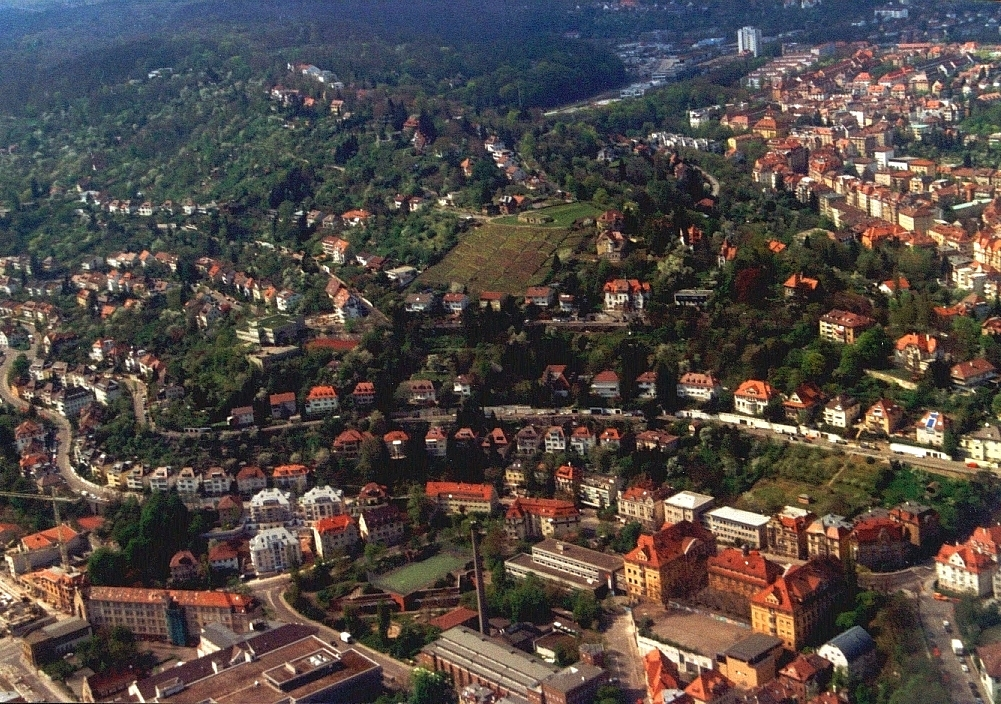
Blick auf den Hasenberg mit oberem Teil Heslachs, 1996
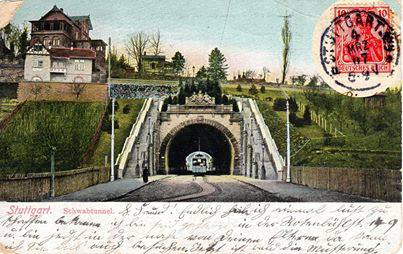
Schwabtunnel im Jahr 1907

## Mediale Rezeption
Im Jahre 1997 veröffentlichte der Künstler Thomas D das Lied Killesberg Baby. Der Künstler erzählt dabei aus der Ich-Perspektive von einer Liebesbeziehung zwischen ihm und einer Frau vom Killesberg, die aus wohlhabenden Verhältnissen stammt. Der Erzähler hingegen stammt aus Heslach („Killesberg Baby – ich bin aus Heslach“) und die Beziehung scheitert letztendlich an den sozialen Differenzen der beiden Beteiligten. Das Lied erschien auf dem Album Solo, welches Rang 20 in den Charts erreichte.